# Luftgau XI
Luftgau XI foi um dos Distritos Aéreos da Luftwaffe, durante a Alemanha Nazi. Formada no dia 4 de Fevereiro de 1938, em Hannover, participou na Segunda Guerra Mundial até ao último dia do conflito, a 8 de Maio.

## Comandantes
- Ludwig Wolff, 4 de Fevereiro de 1938 - Julho de 1944[1]
- Rudolf Bogatsch, 21 de Julho de 1944 - 31 de Agosto de 1944[1]
- Heinrich Burchard, 31 de Agosto de 1944 - Setembro de 1944[1]
- Ludwig Wolff, Setembro de 1944 - 8 de Maio de 1945[1]